# جائزة أفضل لاعب كرة قدم في العالم 2002

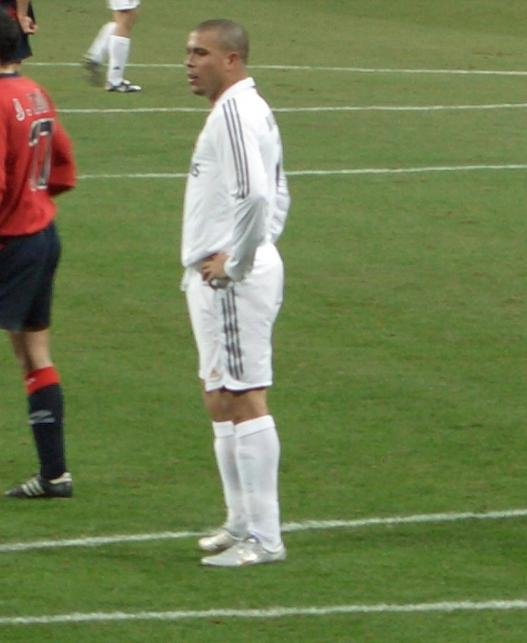

فاز بجائزة أفضل لاعب كرة قدم في العالم 2002 البرازيلي رونالدو.